# George Spencer Watson

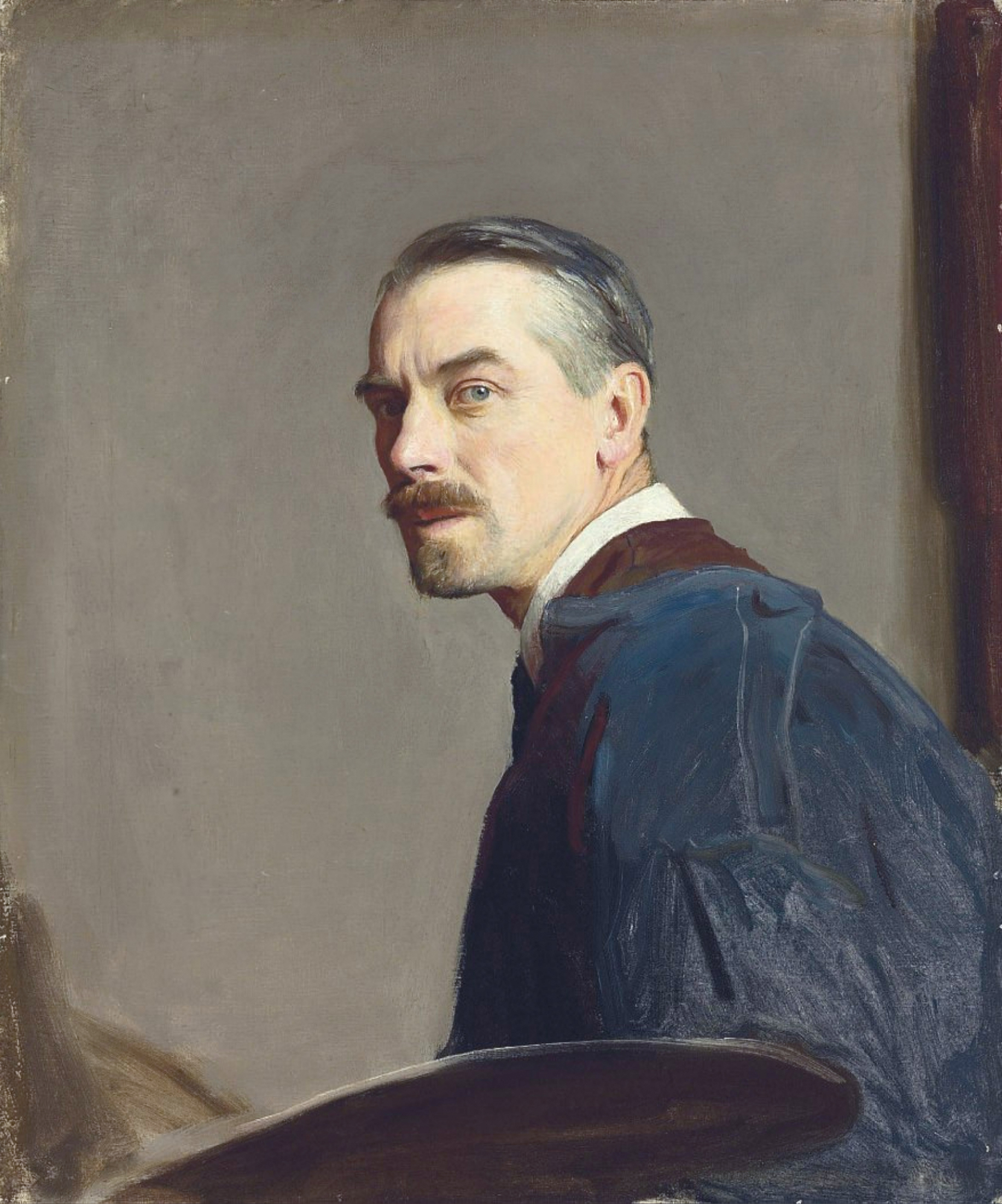
George Spencer Watson, zelfportret

George Spencer Watson (Londen 8 maart 1869 - aldaar, 11 april 1934) was een Engels kunstschilder. Hij maakte vooral naam als portretschilder.

## Leven en werk
Watson was de zoon van een chirurg. Na een reguliere opleiding aan de Merchant Taylors' School, ging hij in 1889 studeren aan de Royal Academy of Arts. Hij raakte er bevriend met Byam Shaw en zou er vanaf 1891 regelmatig exposeren. Hij maakte uiteindelijk carrière als portretschilder, waarbij een duidelijke invloed herkenbaar is van James McNeill Whistler, met wie hij bevriend was en ook correspondeerde. Ook vond hij inspiratie bij de Italiaanse Renaissance-schilders, waarmee hij kennis maakte tijdens reizen naar Italië.
Watson schilderde ook naakten en landschappen. Na zijn huwelijk in 1909 maakte hij vooral veel werken waarin zijn eigen gezin figureert. Hij was getrouwd met Hilda Gardiner, een bijzondere vrouw die veel kennissen had in het artistieke milieu, bevriend was met Carl Gustav Jung en een reputatie verwierf als danseres in de stijl van Isadora Duncan. Ze hadden een dochter, Mary (1913-2006), die later beeldhouwster werd. Watson woonde na met zijn gezin lange tijd op het Isle of Purbeck in Hampshire), waar hij veel van zijn werken situeerde. Waar zijn portretten echter getuigen van een zekere gereserveerde afstandelijkheid, waren zijn privé-werken intiemer en doortrokken van een gloedvolle hartstocht. Een typerend voorbeeld is The four loves I found, a woman, a child, a horse and a hound (1922), waarin hij, geheel in de geest van die tijd, uitdrukking geeft aan het verlangen naar een simpeler en gelukkiger leven na de verschrikkingen van de Eerste Wereldoorlog.
Watson overleed in 1934, 65 jaar oud. Hoewel hij tijdens zijn leven ook exposeerde in München en de Parijse salon, bleef zijn roem redelijk beperkt tot Groot-Brittannië. Zijn werk is onder andere te zien in Tate Britain en de National Portrait Gallery.

## Galerij

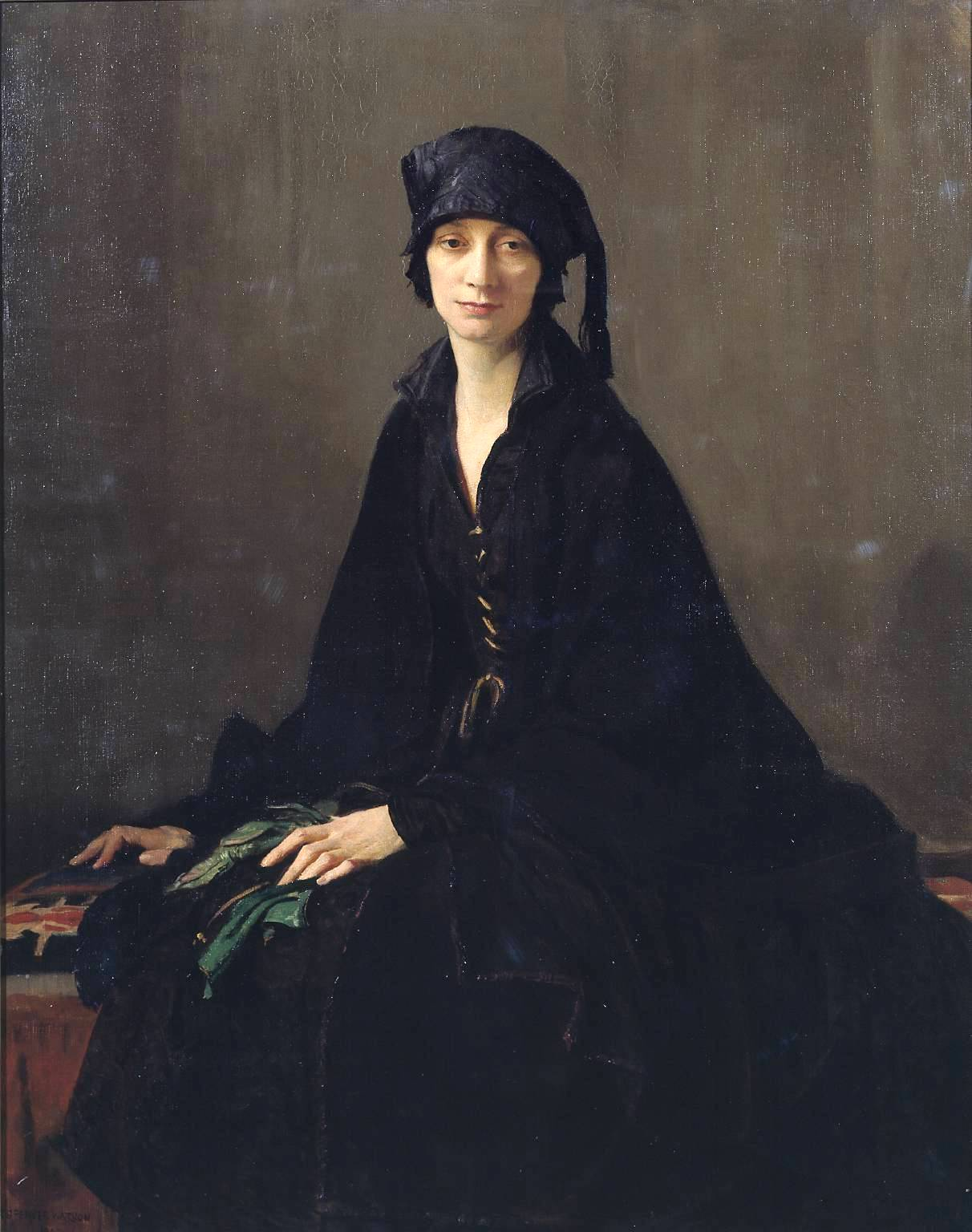
A lady in black (1922)
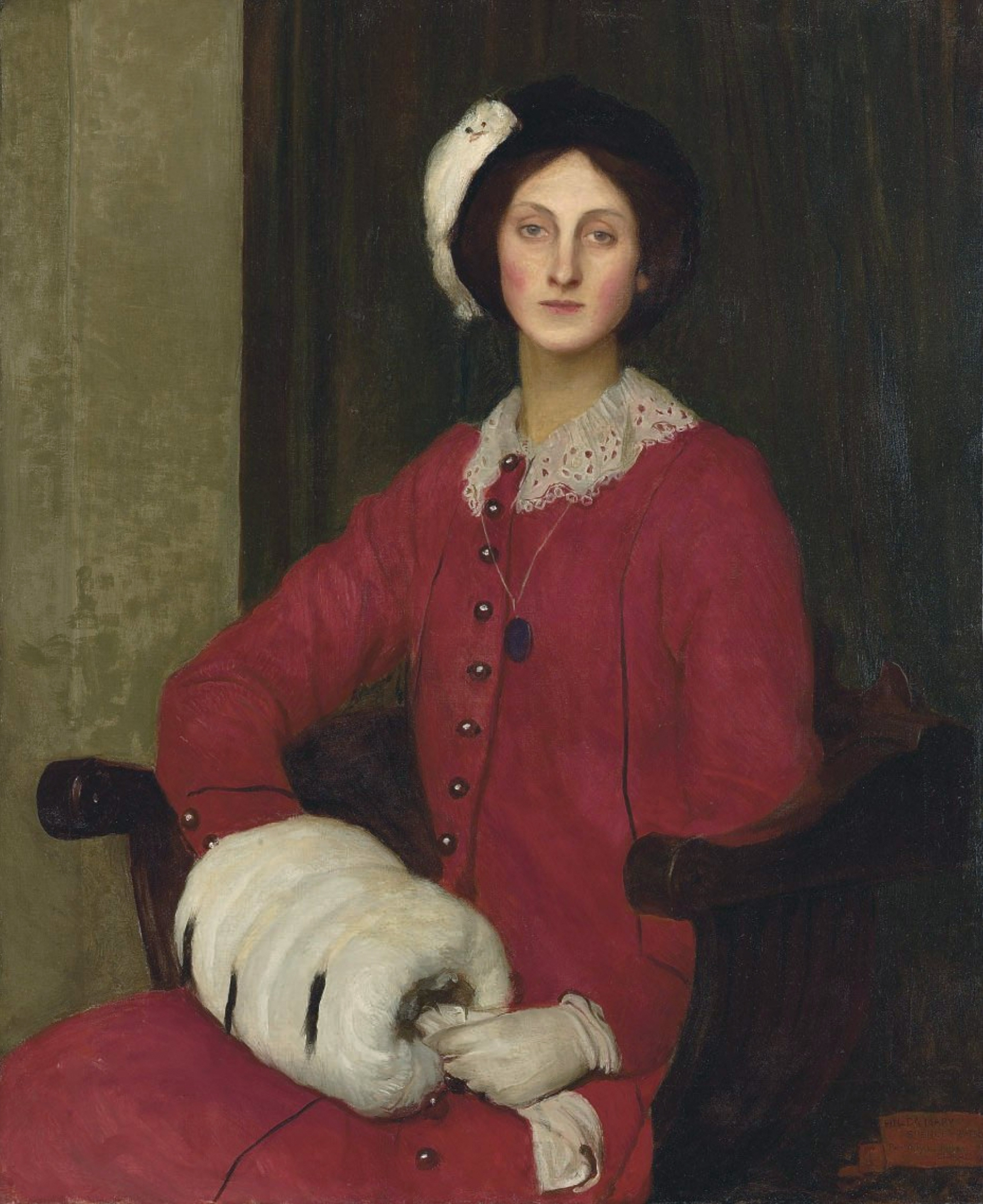
Portret van Hilda Spencer Watson (ca. 1902)
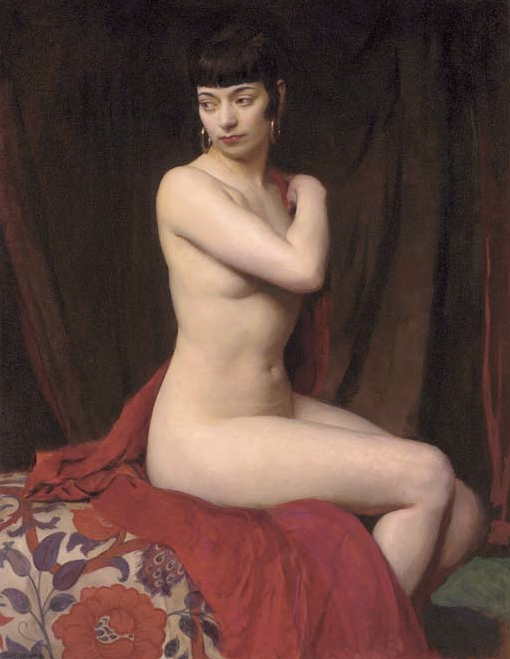
Marishka
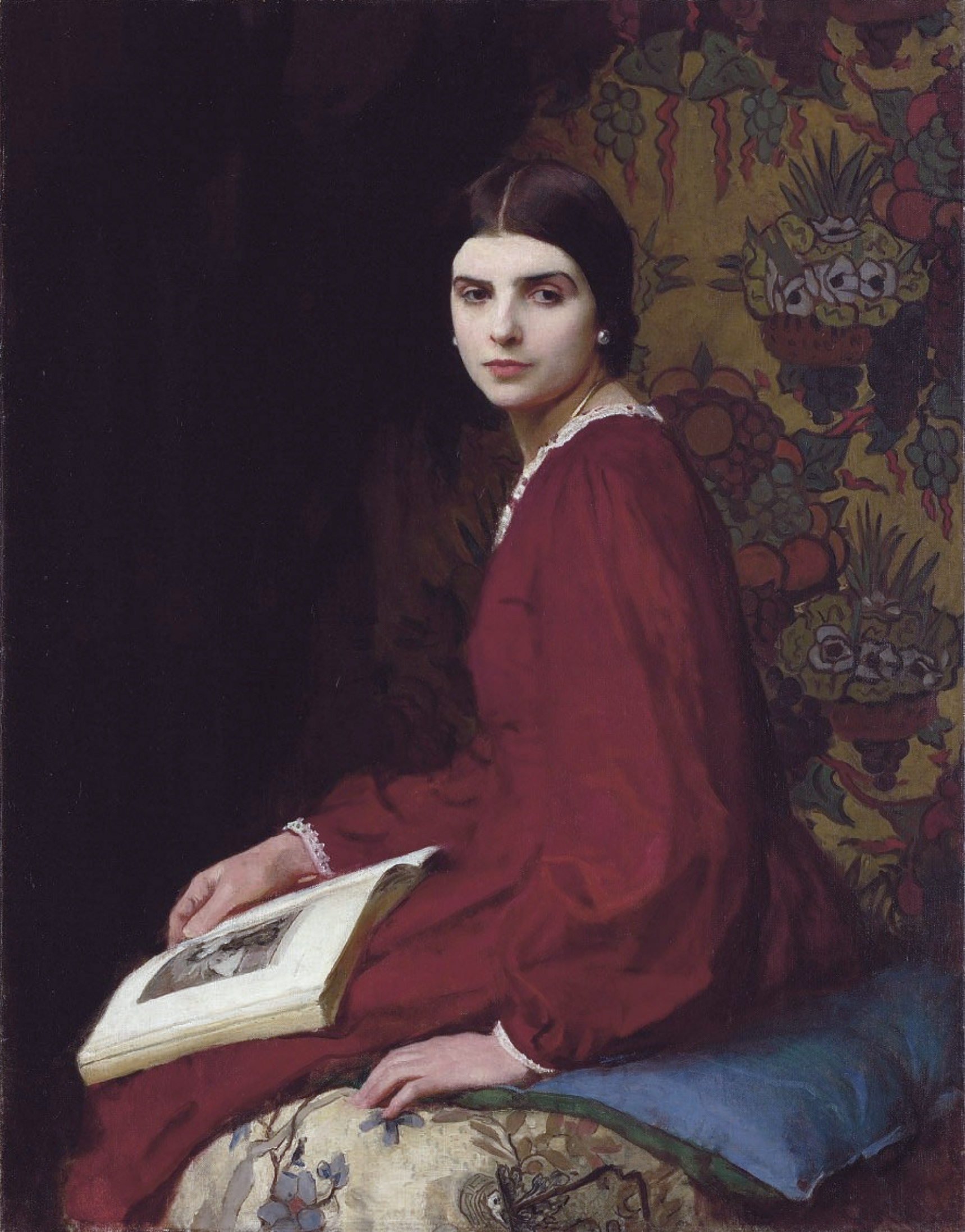
Portret van Betty McCann (1911)
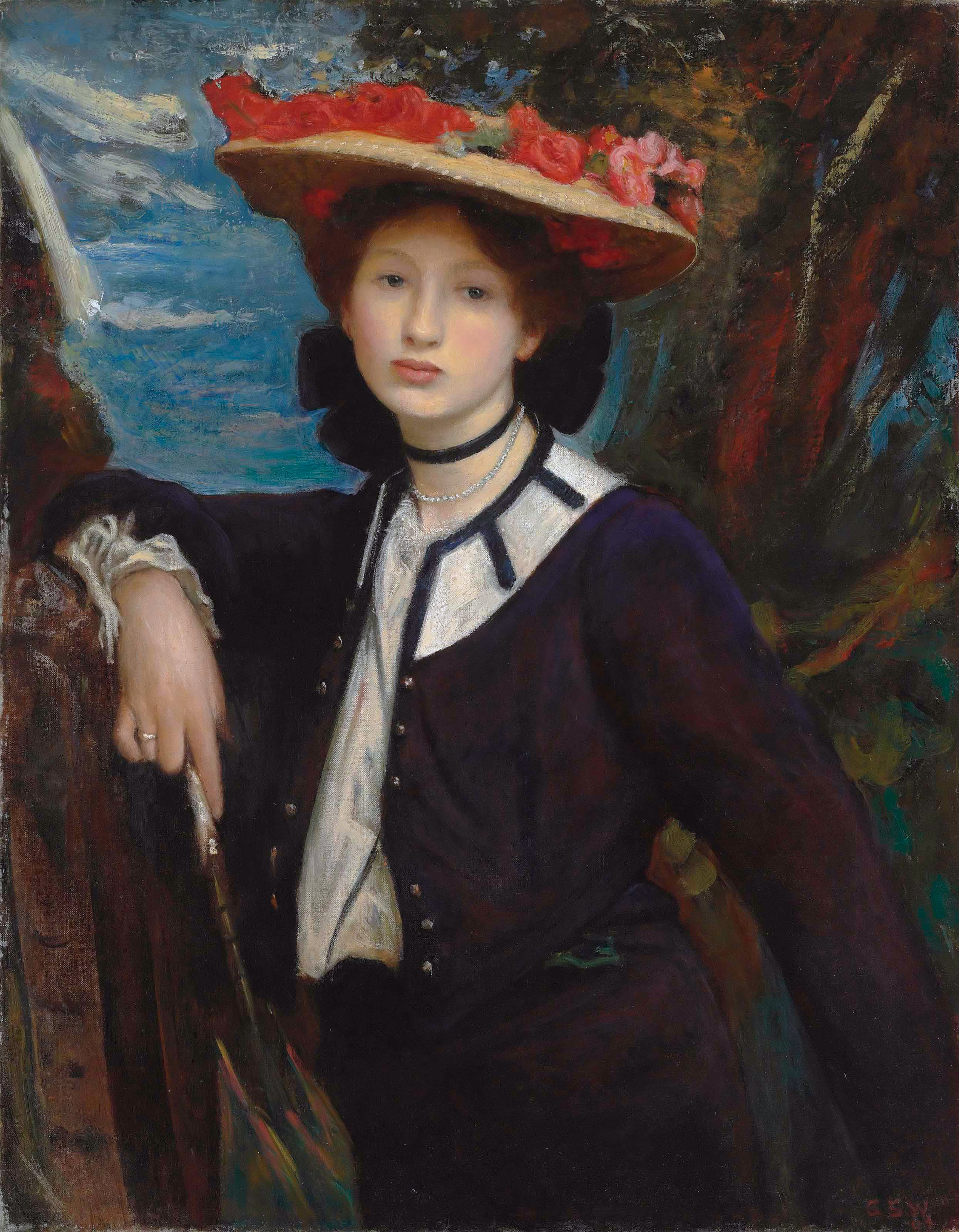
Lady holding a parasol
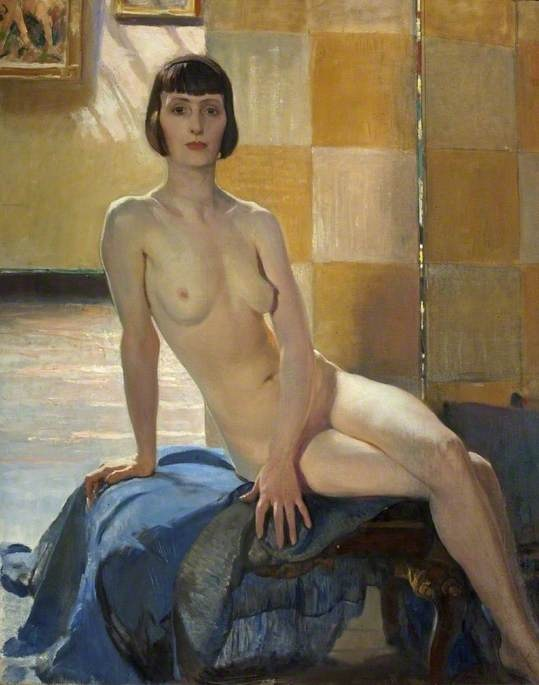
Sunlight Nude
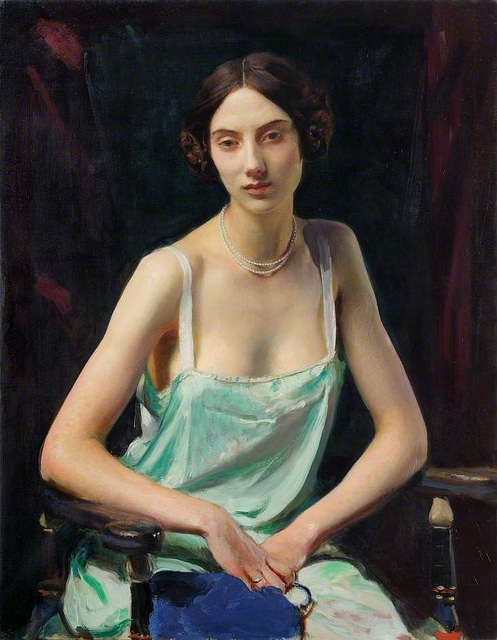
Lady in a Camisole
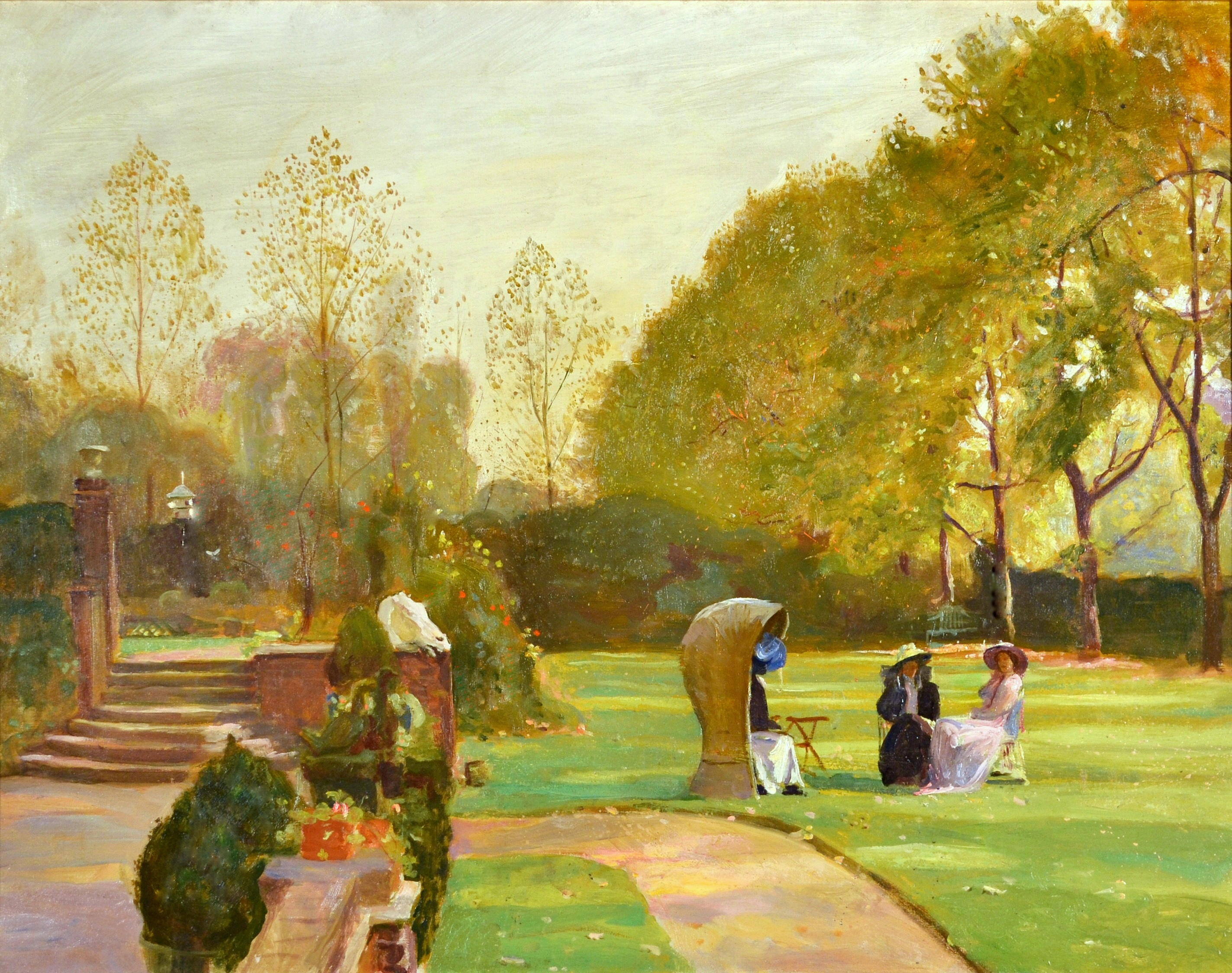
In a garden (1921)
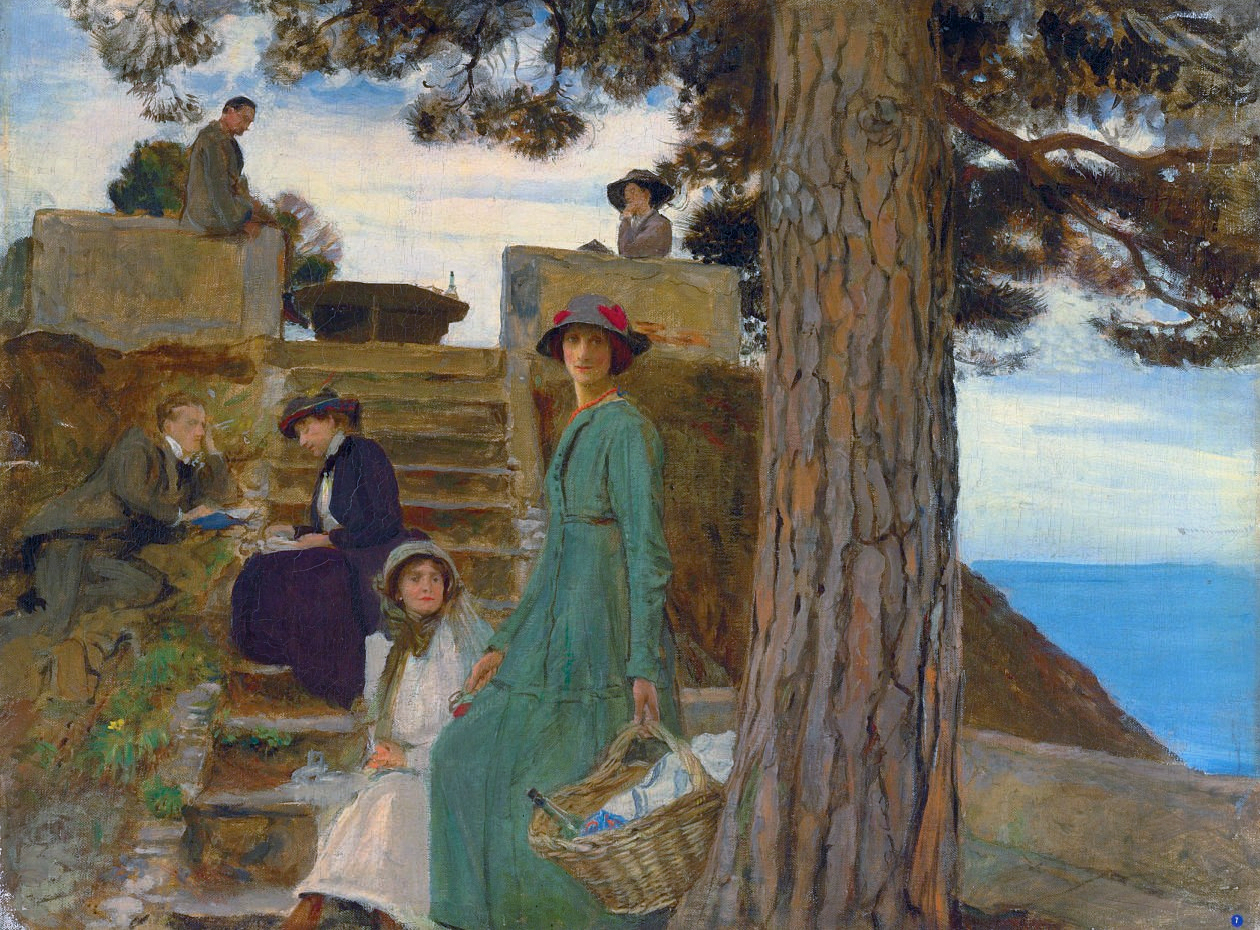
A picnic at Portofino (1911)
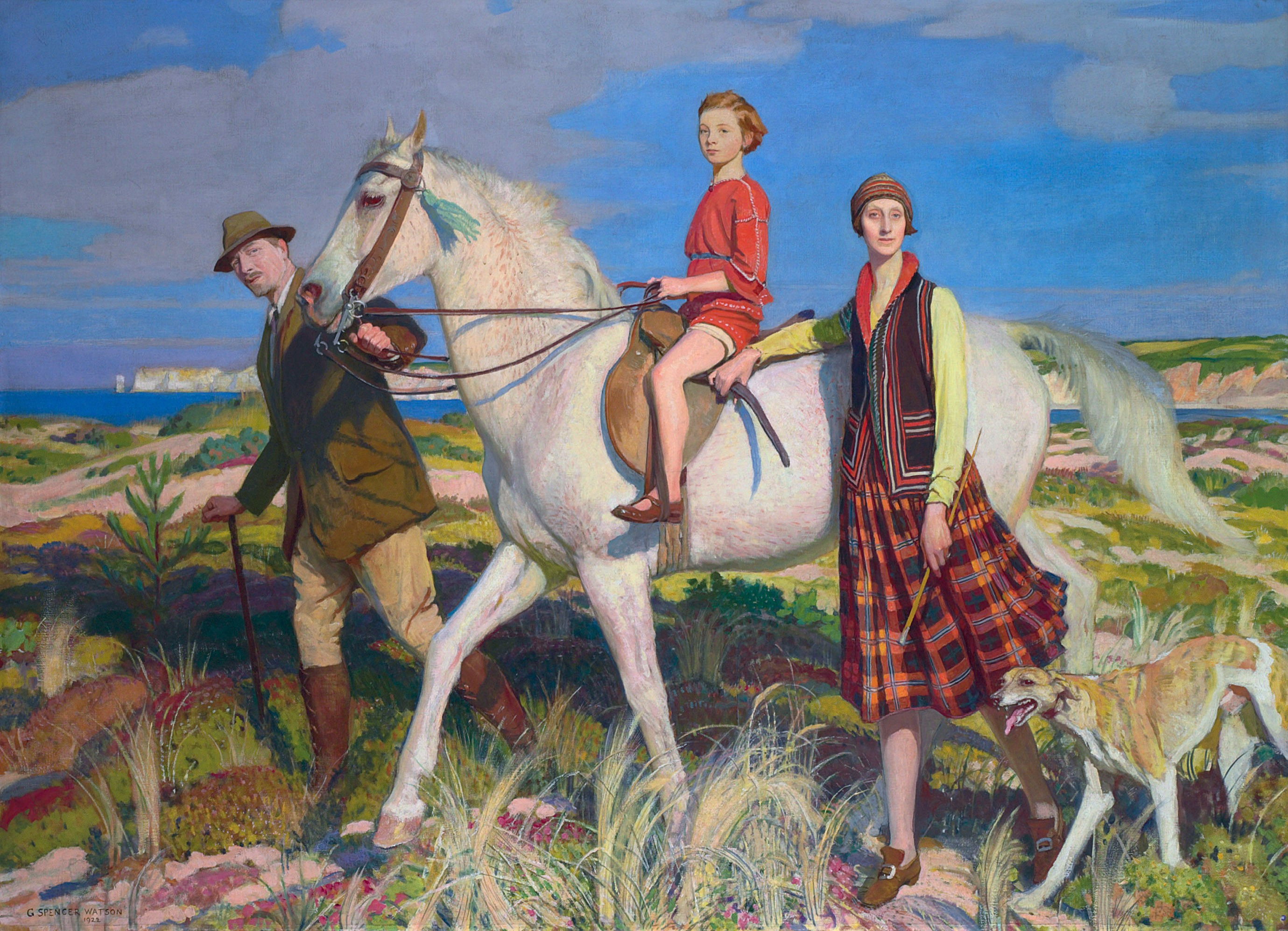
Four Loves I found, a Woman, a Child, a Horse and a Hound (1922)

## Noot
1. ↑  Later verhuisde hij weer terug naar Kensington, Londen.

- Gemeinsame Normdatei: 139957480
- International Standard Name Identifier: 0000 0001 1624 1675
- Library of Congress Control Number: no92003319
- MusicBrainz: 6a26f055-4314-4518-bf3d-ca5602f3e5e4
- RKD-Nederlands Instituut voor Kunstgeschiedenis: 83039
- Union List of Artist Names: 500014346
- Virtual International Authority File: 38941184
- WorldCat: E39PBJwxPMbRT6bY8frW7yj9jC